# Krengih
Krengih is een bestuurslaag in het regentschap Pasuruan van de provincie Oost-Java, Indonesië. Krengih telt 2005 inwoners (volkstelling 2010).